# 북보르네오 자치 정부의 날

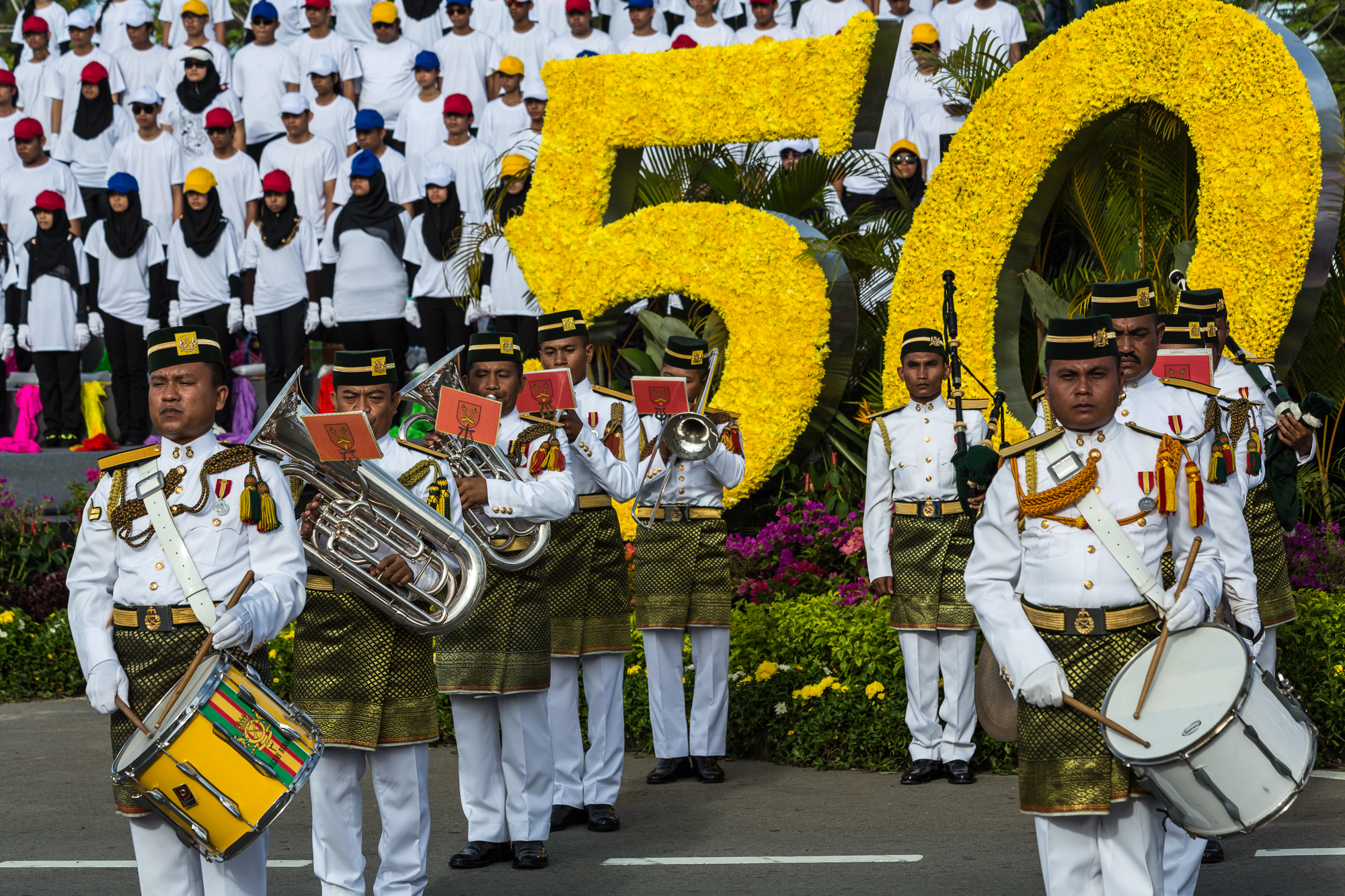

북보르네오 자치 정부의 날(말레이어: Hari Pemerintahan Sendiri Borneo Utara)은 말레이시아 사바주의 독립기념일로 8월 31일이다. 사바가 1963년 8월 31일 독립한 후 9월 16일 말레이시아로 합병됐지만, 후에도 8월 31일은 사바 민중들에게 독립일로 간주되었다.
이 날은 말라야/말레이시아의 독립기념일과 같지만, 다른 행사를 치른다. 예전에는 말레이시아의 독립을 기념했지만, 이것이 사바에 있어 적합하지 않다고 판단, 2012년부터는 별도의 독립기념일을 기리고 있다. 보르네오유산재단 및 민주행동당 사바당은 말레이시아 독립기념일 대신 이 날을 기릴 것임을 밝혔다.

## 같이 보기
- 사라왁 독립기념일
- 말레이시아 독립기념일